# Monomorium kineti
Monomorium kineti är en myrart som beskrevs av Weber 1943. Monomorium kineti ingår i släktet Monomorium och familjen myror. Inga underarter finns listade i Catalogue of Life.